# 徐千惠 (法官)
徐千惠（1975年—）是中华民国台湾台北地方法院法官，中学就读于國立臺灣師範大學附屬高級中學，毕业于國立臺灣大學法律系，结业于司法官训练所第40期，2001年起在台湾台南地方法院担任刑事法官，2006年8月调任台北地院。2006年11月，被抽签决定担任国务机要费案受命法官。

## 外部連結
- 28歲女法官主審台「第一夫人」<此文敘述徐28歲為錯誤報導>，又敘述為北一女儀隊為錯誤報導（應為師大附中校友）> 第一夫人 也是錯誤
- 新銳法官徐千惠　女大十八變 （页面存档备份，存于）